# یوایچی ماسوزوئه
یوایچی ماسوزوئه ((به ژاپنی: 舛添 要一, Masuzoe Yōichi); ۲۹ نوامبر ۱۹۴۸ – ) کارشناس سیاسی، ترانه‌سرا، سیاستمدار، و شخصیت‌های تلویزیونی در ژاپن اهل ژاپن بود.
وی همچنین برندهٔ جوایزی همچون لژیون دونور (فرمانده) شده‌است.